# Acid Orange 5
C.I. Acid Orange 5 ist ein Azofarbstoff aus der anwendungstechnischen Gruppe der Säurefarbstoffe, der als Wollfarbstoff und Indikator Verwendung findet.

## Herstellung
Acid Orange 5 wird durch Diazotierung von Sulfanilsäure und anschließender Azokupplung mit Diphenylamin hergestellt.

## Verwendung
Acid Orange 5 wird als Farbstoff zum Färben von Wolle verwendet. Er dient auch als Indikator mit einem Farbumschlag von Violettrot nach Gelb im pH-Wert-Bereich von 1,2 bis 3,2.